# Coeficiente de adhesión
El coeficiente de adhesión es el término utilizado en física de superficies para describir la relación entre el número de átomos (o moléculas) adsorbidos o "adheridos" a una superficie y el número total de átomos que inciden sobre esa superficie durante el mismo período de tiempo. A veces se utiliza el símbolo Sc para denotar este coeficiente, y su valor está entre 1 (todos los átomos que chocan se pegan) y 0 (ningún átomo se pega). El coeficiente es una función de la temperatura de la superficie, la cobertura de la superficie (θ) y los detalles estructurales, así como la energía cinética de las partículas que impactan. La formulación original era para moléculas adsorbidas desde la fase gaseosa y la ecuación se extendió posteriormente a la adsorción desde la fase líquida mediante comparación con simulaciones de dinámica molecular. Para su uso en la adsorción de líquidos, la ecuación se expresa en función de la densidad del soluto (moléculas por volumen) en lugar de la presión.
El coeficiente de adhesión mide qué tan probable es que una molécula que choca contra una superficie se quede pegada a ella en lugar de rebotar. Su valor va de:
   0 → ninguna molécula se queda (rebote total),
   1 → todas las moléculas que chocan se quedan pegadas (adsorción perfecta).
El coeficiente de adhesión (Sc) es la fracción de partículas incidentes sobre una superficie que realmente quedan adsorbidas. Es un valor adimensional que se usa en modelos de adsorción y crecimiento de capas delgadas.
Su fórmula básica es:
{\displaystyle S_{c}={\frac {N{\acute {u}}mero\;de\;mol{\acute {e}}culas\;adsorbidas\;por\;segundo}{N{\acute {u}}mero\;de\;mol{\acute {e}}culas\;que\;llegan\;a\;la\;superficie\;por\;segundo}}}
Este valor puede depender de:
- La temperatura de la superficie.
- La energía de las moléculas que llegan.
- La cobertura previa de la superficie (si ya está llena o no).
- La química entre la molécula y el material de la superficie.

Por ejemplo, en el proceso de formación de una monocapa de gas sobre un sólido, un coeficiente de adhesión bajo significa que las moléculas rebotan mucho antes de encontrar un sitio libre o adecuado.

## Derivación
Al llegar a un sitio de una superficie, un adátomo tiene tres opciones. Existe la posibilidad de que se adsorba a la superficie ({\displaystyle P_{a}}), una probabilidad de que migre a otro sitio en la superficie ({\displaystyle P_{m}}), y una probabilidad de que se desorba de la superficie y regrese al gas a granel ({\displaystyle P_{d}}). Para un sitio vacío (θ = 0) la suma de estas tres opciones es la unidad.
{\displaystyle P_{a}+P_{m}+P_{d}=1}
Para un sitio ya ocupado por un átomo adátomo (θ >0), no hay probabilidad de adsorción, por lo que las probabilidades se suman como:
{\displaystyle P_{d}'+P_{m}'=1}
Para el primer sitio visitado, la P de migración general es la P de migración si el sitio está lleno más la P de migración si el sitio está vacío. Lo mismo ocurre con la P de desorción. Sin embargo, la P de adsorción no existe para un sitio ya lleno.
{\displaystyle P_{m1}=P_{m}(1-\theta )+P_{m}'(\theta )}
{\displaystyle P_{d1}=P_{d}(1-\theta )+P_{d}'(\theta )}
{\displaystyle P_{a1}=P_{a}(1-\theta )}
La P de migrar desde el segundo sitio es la P de migrar desde el primer sitio y luego migrar desde el segundo sitio, por lo que multiplicamos los dos valores.
{\displaystyle P_{m2}=P_{m1}\times P_{m1}=P_{m1}^{2}}
Por lo tanto, la probabilidad de adherencia ({\displaystyle s_{c}}) es la P de adherencia del primer sitio, más la P de migración desde el primer sitio y luego adherencia al segundo sitio, más la P de migración desde el segundo sitio y luego adherencia en el tercer sitio, etc.
{\displaystyle s=P_{a}(1-\theta )+P_{m1}P_{a}(1-\theta )+P_{m1}^{2}P_{a}(1-\theta )...}
{\displaystyle s=P_{a}(1-\theta )\sum _{n=0}^{\infty }P_{m1}^{n}}
Hay una identidad que podemos utilizar.
{\displaystyle \sum _{n=0}^{\infty }x^{n}={\frac {1}{1-x}}\forall x<1}
{\displaystyle \therefore s=P_{a}(1-\theta ){\frac {1}{1-P_{m1}}}}
El coeficiente de adherencia cuando la cobertura es cero {\displaystyle s_{0}} se puede obtener simplemente configurando {\displaystyle \theta =0}. También recordamos que
{\displaystyle 1-P_{m1}=P_{a}+P_{d}}
{\displaystyle s_{0}={\frac {P_{a}}{P_{a}+P_{d}}}}
{\displaystyle {\frac {s}{s_{0}}}={\frac {P_{a}(1-\theta )}{1-P_{m1}}}{\frac {P_{a}+P_{d}}{P_{a}}}}
Si simplemente observamos la P de la migración en el primer sitio, vemos que es la certeza menos todas las demás posibilidades.
{\displaystyle P_{m1}=1-P_{d}(1-\theta )-P_{d}'(\theta )-P_{a}(1-\theta )}
Utilizando este resultado y reordenando, encontramos:
{\displaystyle {\frac {s}{s_{0}}}=\left[1+{\frac {P_{d}'\theta }{(P_{a}+P_{d})(1-\theta )}}\right]^{-1}}
{\displaystyle {\frac {s}{s_{0}}}=\left[1+{\frac {K\theta }{1-\theta }}\right]^{-1}}
{\displaystyle K{\overset {\underset {\mathrm {def} }{}}{=}}{\frac {P_{d}'}{P_{a}+P_{d}}}}